# 挪威7·22爆炸枪击案
是2018年美国剧情片，由保罗·格林格拉斯执导。电影取材于2011年挪威爆炸和枪击事件，改编自奥斯娜·塞厄斯塔的书作《我们中的一份子：挪威大屠杀及其余波》。影片于2018年9月5日全球首映，入围第75屆威尼斯影展。2018年10月10日在Netflix和部分影院上映。

## 剧情
2011年7月22日，安德斯·贝林·布雷维克穿著警察制服，裝載自製炸藥的麵包車，駕車前往挪威奧斯陸的政府辦公區挪威政府大樓。他將麵包車停在首相延斯·斯托尔滕贝格的辦公室外。片刻後，炸彈爆炸，造成多名傷亡。
在布斯克吕郡于特岛蒂里湖上，青少年們參加由執政的工党的勞工青年聯盟（AUF）夏令營。當他們得知爆炸事件後，一名學生Viljar Hanssen打電話給父母確認他們是否安然無恙。
布雷維克抵達渡船碼頭，並告知工作人員他是警察，奉命在奧斯陸襲擊事件後前來保護島嶼。夏令營主任將他用船送到島上。布雷維克指示工作人員將孩子們聚集在一處。當保安主管要求查看證件時，布雷維克開槍打死了他和主任。隨著布雷維克開火射擊，孩子們四處逃竄，數十人被殺。
Viljar和他的弟弟Torje躲在海灘上的一處岩石堤岸。Viljar打電話給母親，告訴她正在發生槍擊事件。布雷維克找到這群人並開始射擊。Viljar多處中彈，但Torje幸免於難。布雷維克向戰術小隊投降，並被帶到內陸進行審訊。
布雷維克聲稱他是白人民族主義團體“聖殿騎士團”（Knights Templar）的領導者，並表示更多的襲擊會在他發出信號後發生。他要求律師Geir Lippestad提供幫助，Lippestad曾為一名新納粹主義分子辯護。Lippestad在道德上對他的客戶負責，並且受到作為律師的職業倫理約束。Lippestad試圖為布雷維克精神障碍辩护，稱其瘋狂，這引起了批評，因為這意味著他將被送入精神病院而非監禁。在多名精神病學家和心理學家的幫助下，布雷維克最初被診斷為偏執型精神分裂症。布雷維克告訴Lippestad他希望被宣告為有行為能力，以使他的襲擊合法化。
Viljar從昏迷中醒來，帶著改變一生的傷痛回家。他重新學會行走，但被襲擊的記憶所困擾。在母親和另一名烏托亞襲擊倖存者的支持下，他作為證人在法庭上出庭，並描述了大屠殺的過程。布雷維克被判處21年徒刑，如果法院認為他仍對社會構成威脅，刑期可以延長。

## 阵容
- 安德斯·丹尼爾森·李 饰 安德斯·贝林·布雷维克[4]
- 强·诺里戈登（英语：Jon Øigarden） 饰 格尔·里佩斯塔德（英语：Geir Lippestad）[4]
- 托比约恩·哈尔（英语：Thorbjørn Harr） 饰 Sveinn Are Hanssen
- Jonas Strand Gravli 饰 Viljar Hanssen
- Ola G. Furuseth 饰 延斯·斯托尔滕贝格
- Ulrikke Hansen Døvigen 饰 因加·贝尔·恩格（英语：Inga Bejer Engh）
- Isak Bakli Aglen 饰 Torje Hanssen
- Maria Bock 饰 Christin Kristoffersen
- Tone Danielsen 饰 Judge Wenche Arntzen
- Sonja Sofie Sinding 饰 Lycke Lippestad
- Turid Gunnes 饰 Mette Larsen
- Kenan Ibrahamefendic 饰 Dr. Kolberg
- Monica Borg Fure 饰 Monica Bøsei
- Ingrid Enger Damon 饰 亚利山德拉·贝奇·格约夫（英语：Alexandra Bech Gjørv）
- Seda Witt 饰 Lara Rashid
- Anja Maria Svenkerud 饰 Siv Hallgren
- Hasse Lindmo 饰 赛文·霍尔登（英语：Svein Holden）

## 发行
影片于2018年10月10日在Netflix和部分影院同步上线，原定上映时间2018年11月2日，暂定名《Norway》。
汇总媒体烂番茄根据88条评论打出78%的新鲜度，平均得分7/10。网站共识写道：“《挪威7·22爆炸枪击案》为展现恐怖主义行为的余波带出强硬的特写镜头，剧情有恐怖片般的内心灵震撼，兼具剧情片挥之不去的情感共鸣。”Metacritic根据27条评论打出平均分69/100，表示“褒贬不一”。